# Список керівників держав 1349 року
Список керівників держав 1349 року — це перелік правителів країн світу 1349 року.
Список керівників держав 1348 року — 1349 рік — Список керівників держав 1350 року — Список керівників держав за роками

## Європа
- Англія
  - Король Англії — Едуард III (1327—1377)
- Балканський півострів
  - Візантійська імперія — Іоанн V Палеолог (1341—1376)
  - Албанське королівство — Роберт Тарентський (1336—1364) і Йоанна (1348—1364)
  - Аргос і Нафпліон (сеньйорія) — Готьє VI де Брієнн (1311—1356)
  - Аркадія (баронія) — Ерар III Ле Мор (1337? — 1388)
  - Герцогство Архіпелагу — Джованні I Санудо (1341—1362)
  - Афінське герцогство — Готьє VI де Брієнн (1311—1356)
  - Ахейське князівство — Роберт Тарентський (1346/1348-1364)
  - Друге Болгарське царство — Іван Александр (1331—1371)
  - Добруджанське князівство — Добротіца (1347—1385)
  - Боснійський банат — Стефан II Котроманич (1323—1353)
  - Валонський деспотат — Іван Комнін Асень (1346—1363)
  - Волощина — воєвода (згодом господар) Басараб I (1310—1352)
  - Епірський деспотат — візантійська влада до 1356
  - Пфальцграфство Кефалонії та Закінфу — Роберт Тарентський (1336—1357)
  - Кіпрське королівство — Гуго IV (1324—1358)
  - Берат (князівство) — Андреа II Музака (1331—1372)
  - Морейський деспотат — Мануїл Кантакузин (1348—?)
  - Неопатрійське герцогство — Федеріго I (1348—1355)
  - Перше Сербське королівство; король Стефан Душан (1331—1355)
  - Графство Салона (Lordship of Salona) — Педро I Фадріке (1338—1355?)
- Балтія
  - Велике князівство Литовське — Ольгерд (1345—1377)
    - Троцьке князівство — Кейстут (1332—1381)

  - Дерптське єпископство — Йоганн I Фіффгузен (1346—1373)
  - Езель-Вікське єпископство — Генріх II Озенбрюгге (1338—1362)
  - Курляндське єпископство — Йоганн ІІ Йодіс (1332—1353)
  - Лівонський орден — ландмейстер — Госвін фон Геріке (1345—1359)
  - Ризьке архієпископство — Фромхольд Фюнфгаузен (1347/1348-1369)
  - Держава Тевтонського ордену — великий магістр Генріх Дуземер (1345—1351)
- Білорусь
  - Вітебське князівство — Ольгерд (1320—1377)
  - Турово-Пінське князівство — Михайло Наримунтович (1348—1355)
- Князь Новгородський — Семен Гордий (1346—1353)
- Трапезундська імперія — Михайло I (1344—1349); Олексій III (1349—1390)
- Ірландія
  - Айргіалла — Магнус мак Еохада (1344—1357)
  - Десмонд — Кормак Мак Карті (1326—1359)
  - Тір Еогайн — Аод Реамайр Великий мак Домнайлл (1345—1367)
  - Томонд — король Бріан Бан О'Бріан (1343—1350)
- Італія
  - Арборейський юдикат — Маріано IV (1347—1375)
  - Венеційська республіка — дож Андреа Дандоло (1343—1354)
  - Мантуя — капітано-дель-пополо Луїджі Гонзага (1328—1360)
  - Мірандола (герцогство) (Ducato della Mirandola) — Луїджі Гонзага (1328—1360)
  - Маркграфство Монферрат — Джованні II (1338—1372)
  - Неаполітанське королівство — Джованна I (1343—1382)
  - Салуццо (маркграфство) — Томазо II (1336—1357)
  - Сардинське королівство — Педро IV (1336—1387)
  - Королівство Сицилія — Людовік I (1342—1355)
  - Князівство Таранто — Роберт Тарентський (1332—1364)
  - Принц-єпископство Тренто — Джованні ді Пістоя (1348—1349); Мейнард ді Нейгауз (1349—1360)
  - Урбіно (герцогство) — Нольфо да Монтефельтро (1322/1323-1359)
  - Феррарська сеньйорія — Обіццо III д'Есте (1326—1352)
  - Маркграфство Фінале — Джорджо дель Карретто (1313—1359)
- Кавказ
  - Грузинське царство — Давид IX (1346—1360)
  - Самцхе-Саатабаго — Кваркваре I Джакелі (133—1361)
- Німеччина
  - Герцогство Австрія — Альбрехт II (1330—1358)
  - Князівство Ангальт — Ангальт-Бернбург — Бернгард IV (1348—1354); Ангальт-Цербст (князівство) — Альбрехт II (1316—1362)
  - Герцогство Баварія — Стефан II (1347—1375)
  - Баденське маркграфство — Фрідріх III (1348—1353) і Рудольф V (1348—1361)
  - Берг (герцогство) — Герхард I (1348—1360)
  - Берхтесгаден (пробство) — Гейнріх IV фон Інцінґ (1333—1351)
  - Маркграфство Бранденбург — Людвіг I (1323—1351)
  - Герцогство Брауншвейг-Люнебург — Оттон ІІІ (1330—1352) і Вільгельм ІІ (1330—1369)
  - Принц-єпископство Бріксен — Маттеус Андергассен (1336—1368)
  - Вадуц (графство) — Гартман III (1342—1354)
  - Верле (сеньйорія) — Ніколаус III (Верле-Гюстров; 1337—1360)
  - Графство Вюртемберг — граф — Ебергард II (1344—1392) і Ульріх IV (1344—1362)
  - Вюрцбург (принц-єпископство) — Альбрехт I фон Гогенберг (1345—1349/1350)
  - Гессен (ландграфство) — Генріх II (1328—1376)
  - Геттінген (князівство) — Ернст I (1344—1367)
  - Принц-єпископство Гільдесгайм — Генріх III Брауншвейг-Люнебурзький (1332—1363)
  - Гольштейн-Піннеберг — Адольф VII Шаумбург (1315—1354)
  - Гоя (графство) (Grafschaft Hoya) — Гойя-Гойя — Герхард III (1345—1383) і Гойя-Ніенбург — Йрганн II (1345—1377)
  - Архієпископ Зальцбургу — Ордольф Віссенекський (1343—1365)
  - Каммін (єпископство) — Йоганн I (1343/1344-1372)
  - Герцогство Каринтія — Альбрехт II (1339—1358)
  - Кельнське курфюрство — Вальрам фон Юліх (1332—1349); Вільгельм ван Геннеп (1349—1362)
  - Кенігсегг (Königsegg) — Ульріх II (? — 1375)
  - Клеве (герцогство) — Йоганн (1347—1368)
  - Констанц (князівство-єпископство) — Ульріх Пфефферхард (1344—1351)
  - Курпфальц — Рудольф II (1329—1353)
  - Ліппе-Детмольд — Отто (1344—1360)
  - Лужицька марка — Людвіг II (1323—1351)
  - Любекське князівство-єпископство — Йоганн IV Муль (1341—1350)
  - Люнебург (князівство) — Оттон III (1330—1352)
  - Архієпископ Майнца Герлах фон Нассау (1346? — 1371)
  - Марк (графство) — Енгельберт III (1347—1391)
  - Маркграфство Мейсен — Фрідріх II (1323—1349); Фрідріх III (1349—1381)
  - Нюрнберг (бургграфство) — Йоганн II (1332—1357)
  - Графство Ольденбург — Йоганн IV (1347—1356)
  - Падерборнське князівство-єпископство — Балдуїн фон Штайнфурт (1341—1361)
  - Герцогство Померанія — Богуслав V Великий (1326—1368)
  - Равенсберг (графство) — Герхард I (1345—1360)
  - графство Рітберг — Конрад III (1347—1365)
  - Князівство Руян — Богуслав V Великий (1326—1368)
  - Герцогство Саксен-Віттенберг — Рудольф I (1298—1356)
  - Саксен-Лауенбург — Йоган III (1343—1356)
  - граф Тиролю — Людвіг V (1341—1361)
  - Фельденц (графство) — Генріх II (1347—1378)
  - Хахберг-Заузенберг — Отто І (1318—1384)
  - Шверін (графство) — Отто I (1344—1357)
  - Герцогство Штирія — Альбрехт II (1326—1358)
- Піренейський півострів
  - Королівство Арагон — Педро IV (1336—1387)
  - Королівство Леон — Альфонсо XI (1312—1350)
  - Майорканське королівство — Педро IV (1344—1387)
  - Королівство Португалія — король Афонсу IV (1325—1357)
  - Королівство Наварра — Жанна II (1343—1349); Карл II (1349—1387)
  - Гранадський емірат — Юсуф I ібн Ісмаїл (1333—1354)
- Польща — Казимир III Великий (1333—1370)
  - Бжезьке князівство — Болеслав III Розпусник (1311—1352)
  - Битомське князівство — Владислав Битомський (1316—1353)
  - Варшавське князівство (середньовічне) — Земовит III (1341—1349); Казимир I Варшавський (1349—1355)
  - Гливицьке князівство — Земовіт Битомський (1340—1342/1355)
  - Добжинське князівство — Влодко Горбатий (1343—1351/1352)
  - Герцогство Заган — Генріх V Залізний (1342—1369)
  - Зембицьке князівство — Миколай Малий (1341—1358)
  - Іновроцлавське князівство — Казимир III Великий (1337—1370)
  - Козленське князівство — Болеслав Битомський (1347—1355)
  - Ленчицьке князівство — Влодко Горбатий (1327/1328—1349/1352)
  - Люблінське князівство — Людвік I Бжегський (1347—1398)
  - Львувецьке князівство — Болеслав II Малий (1346—1368)
  - Немодлінське князівство — Болеслав Немодлінський (1313—1362/1365)
  - Олесницьке князівство — Конрад I Олесницький (1321—1366)
  - Освенцімське князівство — Ян І Схоластик (1324—1372)
  - Плоцьке князівство — Болеслав III Плоцький (1336—1351)
  - Свідницьке князівство — Болеслав II Малий (1326—1368)
  - Сцинавське князівство — Ян Сцинавський (1317—1365)
  - Легницьке князівство — Вацлав I Легницький (1346—1368; вдруге)
  - Опольське князівство — Болеслав II Опольський (1313—1356)
  - Померанія-Щецін — Барнім III Великий (1344—1368)
  - Прудницьке князівство — Болеслав Немодлінський (1337—1361)
  - Ратиборське князівство — Мікулаш II Опавський (1336—1365)
  - Тешинське герцогство — Казимир I Тешинський (1314—1358)
  - Севезьке князівство — Казимир I Цешинський (1337—1358)
  - Черське князівство — Казимир I Варшавський (13541-1349); Земовит III (1349—1373/1374)
  - Яворське князівство — Болеслав II Малий (1346—1368)
- Білозерське князівство — Федір Романович (1339—1380)
- Брянське князівство — Дмитро Олександрович (1340—1352)
- Велике князівство Владимирське — Семен Гордий (1340—1353)
- Молозьке князівство — Михайло Давидович (1321—1362)
- Велике князівство Московське — Семен Гордий (1340—1353)
- Муромське князівство — Юрій Ярославович (1345—1354)
- Велике князівство Нижньогородсько-Суздальське — Костянтин Васильович Суздальський (1341—1355)
- Ростовське князівство — Андрій Федорович (1331—1360)
- Велике князівство Рязанське — Василь Олександрович (1344—1351)
- Смоленське князівство — Іван Олександрович (1313—1359)
- Стародубське князівство (Північно-Східна Русь) — Іван Федорович (1335—1363)
- Велике князівство Тверське — Всеволод Олександрович (1345—1349); 'Василь Михайлович (1349—1368)
- Кашинське князівство — Василь Васильович (1348—1362)
  - Холмське князівство (уділ Тверського) — Всеволод Олександрович (1339—1365)
- Ярославське князівство — Василь Васильович (1345—1380)
- Скандинавія
  - король Данії — Вальдемар IV (1340—1375)
  - Король Норвегії Маґнус IV Ерікссон (1319—1355)
  - Швеція — Маґнус IV Ерікссон (1319—1364)
- Угорське князівство — король Людовик Угорський (1342—1382)
- Україна —
  - Київський князь — Федір (між 1331 і 1362)
  - Волинське князівство — Любарт (1340—1383)
  - Галицько-Волинське князівство — Любарт (1340—1349); Казимир III Великий (1349—1353)
  - Луцьке князівство — Любарт (1340—1383)
  - Чернігівське князівство — Ольгерд (1340—1352?)
  - Кримський улус — Зайн уд-Дін Рамазан (1349—1357)
  - Список консулів Генуезької Ґазарії — Готтифредо де Зоали (1342—1353)
- Королівство Франція — Філіпп VI Валуа (1328—1350)
  - Герцогство Аквітанія — Едуард III (1325—1362)
  - Арелатське королівство — пфальцграф — Філіпп I (1347—1361)
  - Герцогство Бар — Едуард II (1344—1352)
  - Брабант (герцогство) — Жан III (1312—1355)
  - Графство Булонь — Жанна I Овернська (1332—1360)
  - Бретонське герцогство — Жан V (1345—1399)
  - Бурбон (герцогство) — П'єр I (1342—1356)
  - Гельдерн (графство) — Рейнальд ІІІ (1343—1361)
  - Голландія — Маргарита II (1345—1354)
  - Ено (графство) — Маргарита II (1345—1356)
  - Графство Ла Марш — П'єр I (1342—1356)
  - Люксембург (графство) — Карл IV (1346—1353)
  - Льєзьке єпископство — Енгельберт III де ла Марк (1344—1364)
  - Монбельяр (графство) — Генріх I де Монфокон (1322—1367)
  - Монако — Карл I (1342—1357)
  - Монпельє (сеньйорія) — Хайме III (1324—1349). Приєднано до домену короля Франції.
  - Намюр (графство) — Гільйом I (1337—1391)
  - Оранж (князівство) — Раймонд III (1347? — 1393)
  - Савойське графство — Амадей VI (1343—1383)
  - Урхельське графство — Сесіль де Комменж (1347—1384)
  - Фландрія — Людовик II Мальський (1346—1384)
  - Графство Фуа — Гастон ІІІ де Фуа (1343—1391)
- Король Богемії (Чехія) — Карл IV (1346—1378)
- Шотландія
  - Король Шотландії — Давид II (1329—1371)
- Святий Престол; Папська держава — папа римський — Климент VI (1342—1352)
- Вселенський патріарх — Ісідор I Вухірас (1347—1349); Калліст I (1349/1350-1354)

## Азія
- Візантійська імперія — Іоанн V Палеолог (1341—1376)
- Трапезундська імперія — Михайло I (1344—1349); Олексій III (1349—1390)
- Близький Схід
  - Кілікійське царство — Костандін IV (1344—1362)
  - Артукіди — правитель Мардіна Саліх Шамс ад-дін (1312—1364)
  - Мамелюцький султанат — Аль-Хасан ан-Насір (1347—1351)
  - Айдиногуллари — Хизир-бей (1348—1360)
  - Алайє (бейлик) (Alâiye Beyliği) — Алаеддін (1337? — 1364)
  - Герміяногулари — Мехмед-бей (1340 — до 1363)
  - Дулкадір (бейлик) — Зейн ад-Дін Караджа (1337—1353)
  - Еретнаогуллари — Еретна-бей (1335? — 1352?)
  - Ерзінджан (емірат) — Агі Айна (1348—1362)
  - Інанчогуллари — Мурад Арслан (1337? — 1362)
  - Кандар (династія) — Аділь Бей бін Якуб (1345—1361)
  - Ментешеогуллари — Ібрагім-бей (1344? — 1354)
  - Династія Редді — Пролая Вема Редді (1325—1353)
  - Саруханогуллари — Фахруддін Ільяс-бей (1346—1362)
  - Таджеддіногуллари — Таджеддін (1348—1386)
  - Текейський бейлик — Даді (між 1324 і 1360)
  - Хамідогуллари — Хизир (1335—1358)
  - Караманіди — Бадр ед-Дін Ібрагім (1348—1350)
  - Османська імперія — Осман I (1324/1326-1362)
  - Шаріфат Мекки — Аджлан Абул-Сардж (1346—1372; з перервами)
  - Зіяриди — Нізарі — Муїзз ад-Дін Хусейн (1332—1370)
  - Емірат Хасанкейф (Emirate of Hasankeyf) — Газі Мухаммед ібн Абі Бакр (1324/1325–1364)
  - Персія
  - Музаффариди — Мубаріз ад-Дін Мухаммед (1314—1358)
  - Держава Ширваншахів — Кабус (1348—1372)
- Расуліди — Аль-Муджахід Алі (1322—1363)
  - Сербедари — Ходжа Шамс ад-Дін Алі (1348—1351)
  - володар Фарсу — Шейх Абу Ісхак (1342—1356)
- Індія і Шрі-Ланка
  - Ахом — Сухрангпха (1332—1364)
  - Бенгальський султанат — Фахр ад-Дін Мубарак-шах (1338—1349); Іхтіар ад-Дін Газі-шах (1349—1352) і Шамс ад-дін Ільяс-шах (1342—1358)
  - Віджаянагарська імперія — Букка I (1343—1379)
  - Східні Ганги — Нарасімха Дева III (1328—1352)
  - Делійський султанат — Династія Туґлак — Мухаммад бін Туґлак (1325—1351)
  - Джайпур (князівство) — Джансі (1317—1367)
  - Джайсалмер (князівство) — Кегар Сінгх II (1335—1402)
  - Джодхпур (князівство) — Тіда (1344—1357)
  - Кашмірський султанат — Ала ад-Дін-шах (1344—1355)
  - Мадурайський султанат — Насір-ад-дуніа-ва-дін Махмуд Газі (1345—1356)
  - Династія Малла — Раджаладеві (1347—1385)
  - Мевар (князівство) — Хамір Сінґх (1326—1364)
  - Джафна (держава) — Гунабхушана Сінкаярян (1348—1371)
  - Династія Самма — Джам Джунан (1339—1352)
- Індонезія; Південно-Східна Азія
  - Гантаваді — Бінья У (1348—1384)
  - Дайв'єт — Трань Ду Тонг (Trần Dụ Tông; 1341—1369)
  - Ланна (держава) — Пхаю (1336—1355)
  - Лемро — Мін Хті (1279—1374)
  - Пагаруюнг — Адітьяварман (1347—1385)
  - Маджапагіт — Трібхувана (1328—1350)
  - Муанг Мао — Сі Кефа (1340—1371)
  - Могн'їн (князівство) — Сі Кефа (1347—1371)
  - Пінья (царство) — Чавсва I (1344—1350)
  - Сінгапура — Шрі Вікрама Віра (1347—1362)
  - Чампа — Махасава (1342—1360)
  - Сукхотай (королівство) — Літхай (1347—1368)
  - Сунда — Прабу Рагамула Лухурпрабхава (1340—1350)
  - Кедах (султанат) — Ібрагім Шах (1321—1373)
  - Пасай — аль-Малік ат-Тахір II (133? — 1349); Зайн ал-Абідін I (1349—1406)
  - Сікайн (царство) — Часва (1339—1349); Анората II (1349); Тараб'я II (1349—1352)
  - Тернатський султанат — колано Кіе Мабіджі (1347—1350)
  - Чампа — Махасава (1342—1360)
- Кхмерська імперія — Лампонг Реатеа (1347—1353)
- Накхонситхаммарат (держава) — до 1375 імена наразі невідомі
- Китай; Монголія
  - Золота Орда — Джанібек (1342—1357)
  - ідикут Кучі — Єлу-Темур (1335—1353)
  - Чагатайський улус — Казаган (1346—1358)
  - Тибет — Кюнга Г'ялцен Пелсанпо (1331—1358)
  - Династія Юань — Тоґон-Темур (1332—1368)
- Окінава
  - Гокудзан — Хандзі (1314—1395)
  - Нандзан — Шосатто (1314—1398)
  - Тюдзан — ТСеї (1337—1354)
- Корея
  - Корьо — Чхунджон (1348—1351)
- Паганське царство — Узана II (1325—1365/1368)
- Персія і Середня Азія
  - Баванди — Гасан II (1334—1349). Ліквідація.
  - Джалаїрський султанат — Тадж ад-дін Хасан Бузург (1135/1336-1355)
  - Ільхани — Ануширван-хан (1344—1357)
  - Міхрабаніди — Тадж ад-Дін ібн Кутб ад-Дін (1346—1350)
  - Могулістан — Баян-Кулі та Казаган (1348—1358)
  - Улус Орда-Іхена — Чимтай (1344—1360)
  - Сигнакський улус — Тенгіз-Буга (1342—1361)
  - емір Фарсу Шейх Абу Ісхак (1342—1356)
- Японія — Імператор Ґо-Муракамі (1339—1368)

## Африка
- - аббасидський халіф Каїра Аль-Хакім II (1341—1352)
- Варсангалі (султанат) — гараад Омер (1340—1355)
- Імператор Ефіопії — Невая Крестос (1344—1372)
- Заяніди — Абу-Саїд Усман II (1348—1352)
- Іфат — Алі ібн Сабр ад-Дін (1344—1364?)
- Кілва (султанат) — Дауд ібн Сулейман III (1333—1356)
- Макурія — аль-Амір Абі Абдалла Канз ель-Даула (між 1333 і 1397)
- Імперія Малі — Сулейман (1341—1360)
- Мариніди — Абу'л Гасан Алі I (1331—1351)
- Нрі — Езе Нрі Гіофо (1300—1390)
- Мамелюцький султанат — Аль-Хасан ан-Насір (1347—1351)
- Хафсіди — Абу'л Аббас Ахмад I (1349—1350)

## Південна Америка
- Королівство Куско — Капак Юпанкі (1320—1350)
- Тескоко (держава) — Квінацин (1337—1357)

## Північна Америка
- Ацкапоцалько — Матлакоатль (після 1343 — ?)
- Маяпанська ліга — Кокоми; Ік-ц Коком (1348—1352)
- Імперія Пурепеча — Таріакурі (1300—1350)
- Тлателолько — Тлакотен (1337 — ?1352)